# Phyllosticta lutetiana
Phyllosticta lutetiana är en svampart som beskrevs av Sacc. 1878. Phyllosticta lutetiana ingår i släktet Phyllosticta och familjen Botryosphaeriaceae.   Inga underarter finns listade i Catalogue of Life.